# Eligminae
Eligminae is een onderfamilie van motten in de familie visstaartjes (Nolidae).

## Geslachten en soorten
- Eligma Hübner, 1819
  - Eligma allaudi Pinhey, 1968
  - Eligma bettiana Prout, 1923
  - Eligma duplicata Aurivillius, 1892
  - Eligma hypsoides Walker, 1869
  - Eligma laetepicta Oberthür, 1893
  - Eligma malgassica Rothschild, 1896
  - Eligma narcissus Cramer, 1775
  - Eligma neumanni Rothschild, 1925
  - Eligma orthoxantha Lower, 1903
- Gadirtha Walker, [1858]
  - Gadirtha fusca Pogue, 2014
  - Gadirtha impingens Walker, [1858]
  - Gadirtha inexacta Walker, [1858]
  - Gadirtha pulchra Butler, 1886